# JR East série 255
La série 255 (255系, 255-kei) est un type de rame automotrice électrique exploitée par la compagnie JR East sur les services express vers la péninsule de Bōsō.

## Description
La série 255 comporte 5 exemplaires à 9 voitures, construits par Kinki Sharyo et Tokyu Car Corporation. Elle reprend le modèle de caisse de la série 253. 
La voiture 4 est la Green car (première classe), les autres voitures sont de la classe standard.

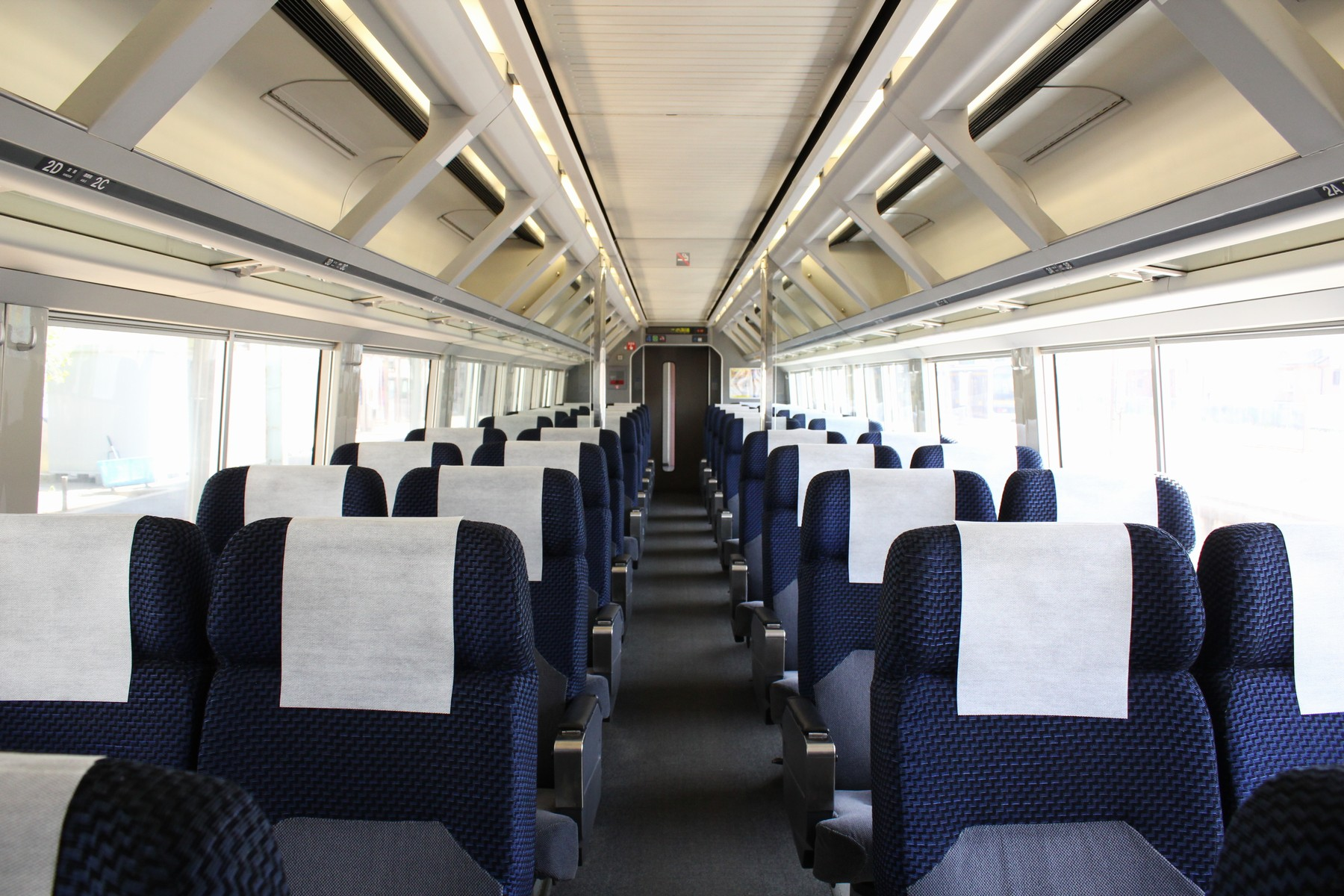
Intérieur de la Green car
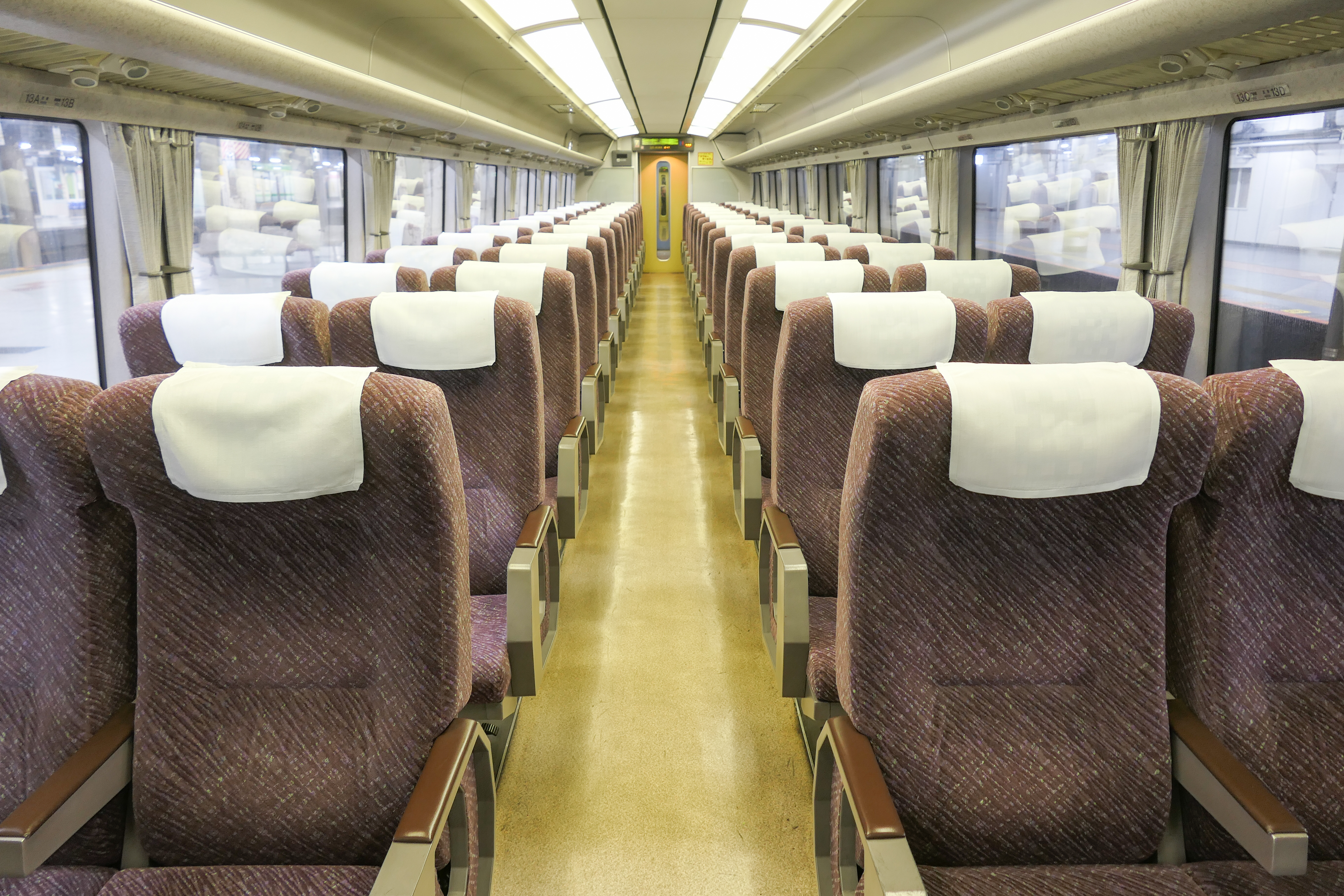
Intérieur de la classe standard
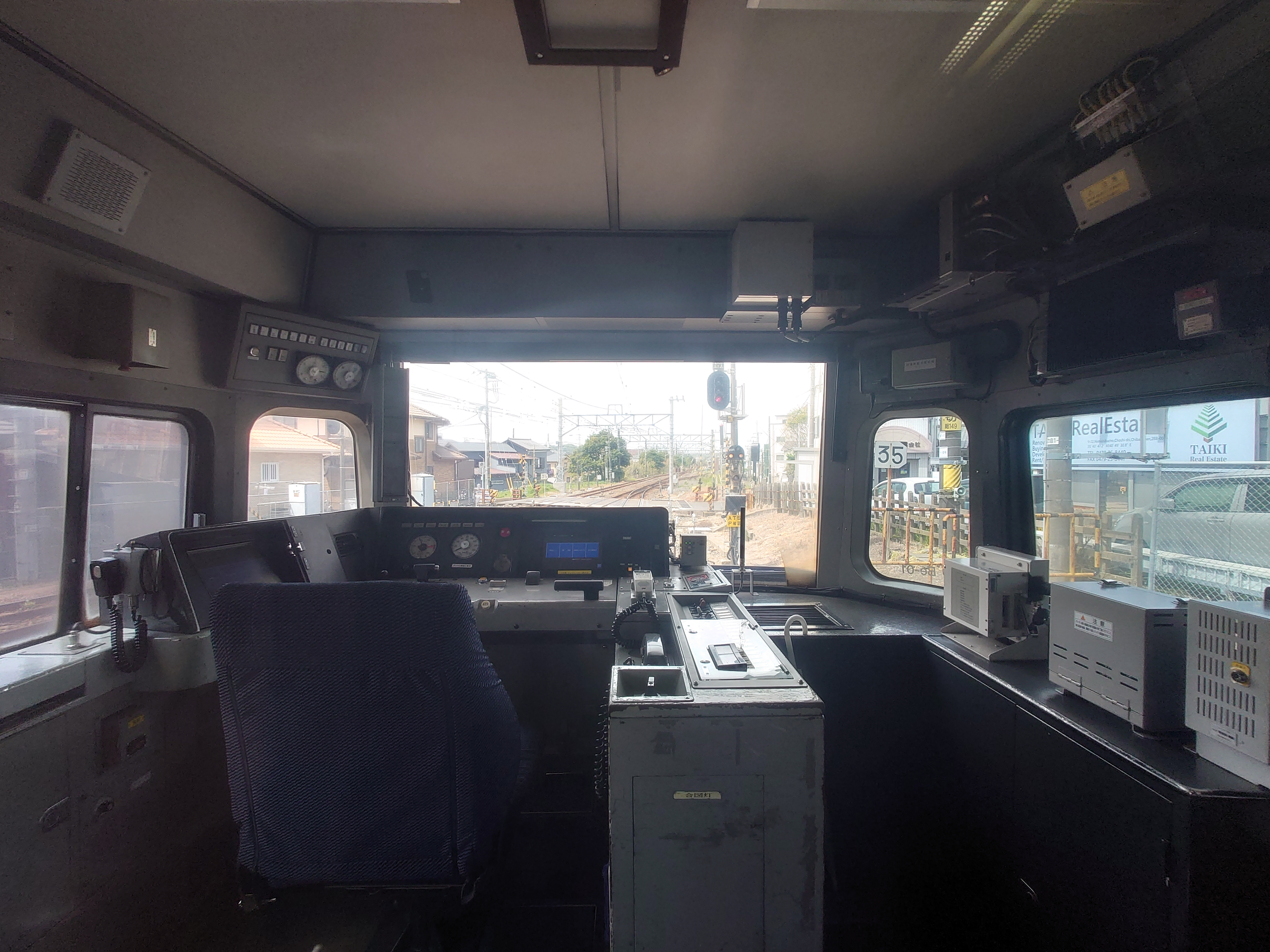
Cabine de conduite

## Histoire
Les deux premières rames de la série 255 sont entrées en service commercial le 2 juillet 1993. Les trois autres rames sont mises en service l'année suivante. Les rames sont encore prévues sur les services réguliers jusqu'en juin 2024, et ne devraient plus qu'effectuer que des circulations spéciales.
Le modèle est récompensé d'un Good Design Award en 1993.

## Services
Les rames de la série 255 ont été affectées aux services Sazanami, Shiosai et Wakashio.